# Airbus LOUT
Airbus LOUT (Low Observable UAV Technology) – bezzałogowe stanowisko testowe o obniżonym prawdopodobieństwie wykrycia. Zaprojektowane i zbudowane przez Airbus Defence and Space na zlecenie niemieckiego rządu.

## Historia
Istnienie projektu LOUT ujawnione zostało 5 listopada 2019 roku podczas odbywającego się w Manching Airbus spotkania dla prasy (Trade Media Briefing). Projekt jest efektem programu badawczo-demonstracyjnego, mającego na celu przetestowanie w warunkach laboratoryjnych technologii umożliwiających redukcję możliwości wykrycia statków powietrznych przez całe spektrum środków rozpoznania, począwszy od systemów radarowych po systemy optyczne. Projekt sfinansowany został przez niemieckie Federalne Ministerstwo Obrony. Prace koncepcyjne nad projektem rozpoczęto w 2007 roku. W pierwszej kolejności skupiono się nad wybraniem odpowiedniej konfiguracji płatowca. Prace projektowe realizowane były w ośrodkach Airbusa zlokalizowanych w Bremie i Manching. Prace przebiegały w oparciu o system skunk works, mający na celu zapewnienie najlepszych warunków do pracy z jednej strony, z drugiej, zmniejszający ryzyko przedwczesnego i nieautoryzowanego ujawnienia wyników prac. Po przetestowaniu modeli 2D i w dalszej kolejności trójwymiarowych, uznano, że najlepiej wymagania projektu spełniać będzie konstrukcja latającego skrzydła w układzie diamentu, z wybrzuszeniem w centralnej części, mogącej pomieścić silnik. Po zatwierdzeniu przyjętej konfiguracji płatowca, wykonano symulacje mające na celu ocenę konstrukcji pod kątem jej skutecznej powierzchni odbicia radiolokacyjnego (SPO).
Efektem prac było zbudowanie modelu demonstratora technologii w pomniejszonej skali, który posłużył do badań laboratoryjnych mających na celu weryfikacje przyjętych rozwiązań. Zbudowany demonstrator posiada osłonę kabiny pilota, jednak zdaniem Airbusa, potencjalny przyszły docelowy projekt będzie samolotem bezzałogowym. Zbudowanie kabiny miało służyć jedynie zbadaniu właściwości materiałów przezroczystych używanych w produkcji tego typu osłon. Według niepotwierdzonych informacji, docelowa maszyna ma być napędzana poddźwiękowym, pojedynczym silnikiem nieujawnionego typu (niektóre źródła mówią o dwóch jednostkach napędowych). Dwa wloty powietrza do silnika/silników mają znajdować się na górnej powierzchni skrzydła, w jego środkowej części. Ich kształt i konstrukcja odpowiadałaby wymaganiom zmniejszeniu skutecznej powierzchni odbicia radiolokacyjnego. Z kolei pojedynczy wylot gazów spalinowych, miałby płaski kształt, osłonięty od dołu skrzydłem. Takie rozwiązanie umożliwia zmniejszenie sygnatury cieplnej samolotu. Potencjalnie zastosowano również systemy schładzające gazy wylotowe jeszcze przed wydostaniem się ich z dyszy, redukujące widma maszyny w podczerwieni. Według ujawnionych przez Airbusa informacji, badano działanie układów chłodzących nie tylko wobec gazów silnikowych ale również wobec elementów struktury płatowca, umożliwiające kontrolę ich sygnatury termicznej. Kontrola temperatury gazów wylotowych była weryfikowana równolegle z badaniem układów wektorowania ciągu silnika. 
W 2010 roku Airbus podpisał porozumienie z niemieckim Federalnym Ministerstwem Obrony, regulujące zakres dalszych prac i proces ich finansowania. Efektem porozumienia było podjęcie decyzji o budowie naziemnego stanowiska badawczego – LOUT, mającego umożliwić prace nad technologiami redukcji widma w podczerwieni, sygnatury akustycznej oraz zmniejszenia SPO. Budowę LOUT rozpoczęto w 2014 roku po wcześniejszym wyborze materiałów mających zostać użytych do jego budowy. Gotowy demonstrator przeszedł serię prób w komorze anechoicznej. Pod kątem obniżenia SOP, zrealizowano badania materiałów konstrukcyjnych użytych w budowie płatowca. Zdaniem Airbusa, przyjęte rozwiązania pozwalają na ograniczenie wykrywalności płatowca przez radary pracujące w szerokim paśmie emisji elektromagnetycznej, od VHF po pasmo Ka oraz urządzenia wykrywające, pracujące w bardzo niskich zakresach częstotliwości elektromagnetycznej. Demonstrator LOUT umożliwił również przeprowadzenie badań nad własną emisją elektromagnetyczną znajdujących się na pokładzie urządzeń i awioniki. Wykorzystując LOUT przetestowano działanie systemów walki elektronicznej, trudno wykrywalnych systemów łączności, wbudowanych w poszycie płatowca anten z aktywnym skanowaniem elektronicznym oraz pokładowych sensorów, mających charakteryzować się utrudnioną wykrywalnością przez środki rozpoznania. 
Docelowa maszyna ma posiadać chowane podwozie oraz wewnętrzną komorę na przenoszone uzbrojenie. Na upublicznionych zdjęciach płatowca LOUT brak jest widocznych klasycznych powierzchni sterowych. Nie jest jasne czy ich brak na demonstratorze LOUT wynika z braku potrzeby badania ich pracy, czy wyborze innych, alternatywnych sposobów sterowania. W grę może wchodzić system aktywnej kontroli przepływu powietrza wzdłuż powierzchni płatowca. Ostateczna wersja samolotu miałaby służyć przede wszystkim do zwalczania obrony przeciwlotniczej.
Nie jest jasny status projektu. Brak informacji czy prace nad demonstratorem LOUT przejdą w fazę budowy docelowej konstrukcji. Bez względu na przyszłość projektu, uzyskane wyniki mogą zostać wykorzystane w pracach nad nowym, europejskim systemem bojowym Future Combat Air System. Jego istotnym elementem mają być nowe bezzałogowe aparaty latające, wspierające załogowe platformy.